# Belmont-sur-Rance
Pour les articles homonymes, voir Belmont.
Belmont-sur-Rance est une commune française située dans le département de l'Aveyron, en région Occitanie.
Le patrimoine architectural de la commune comprend un immeuble protégé au titre des monuments historiques : l'abbaye, classée en 1929.

## Géographie

### Localisation et communes limitrophes
La commune de Belmont-sur-Rance se trouve au sud  du département de l'Aveyron, dans la petite région agricole des Monts de Lacaune.
Elle se situe à 88 km par la route de Rodez, préfecture du département, à 53 km de Millau, sous-préfecture, et à 52 km de La Cavalerie, bureau centralisateur du canton de Causses-Rougiers dont dépend la commune depuis 2015. La commune fait en outre partie du bassin de vie de Saint-Affrique.
Les communes les plus proches sont : 
Murasson (6,3 km), Saint-Sever-du-Moustier (6,4 km), Combret (7,2 km), Rebourguil (8,0 km), Mounes-Prohencoux (8,6 km), Laval-Roquecezière (8,7 km), Barre (9,2 km), Montlaur (9,4 km), La Serre (9,6 km).

### Paysages et relief
Le territoire de la commune constitue une partie sud du Massif central traversée par le Rance.
La commune dispose d'un aérodrome, l'aérodrome de Saint-Affrique-Belmont.

### Hydrographie

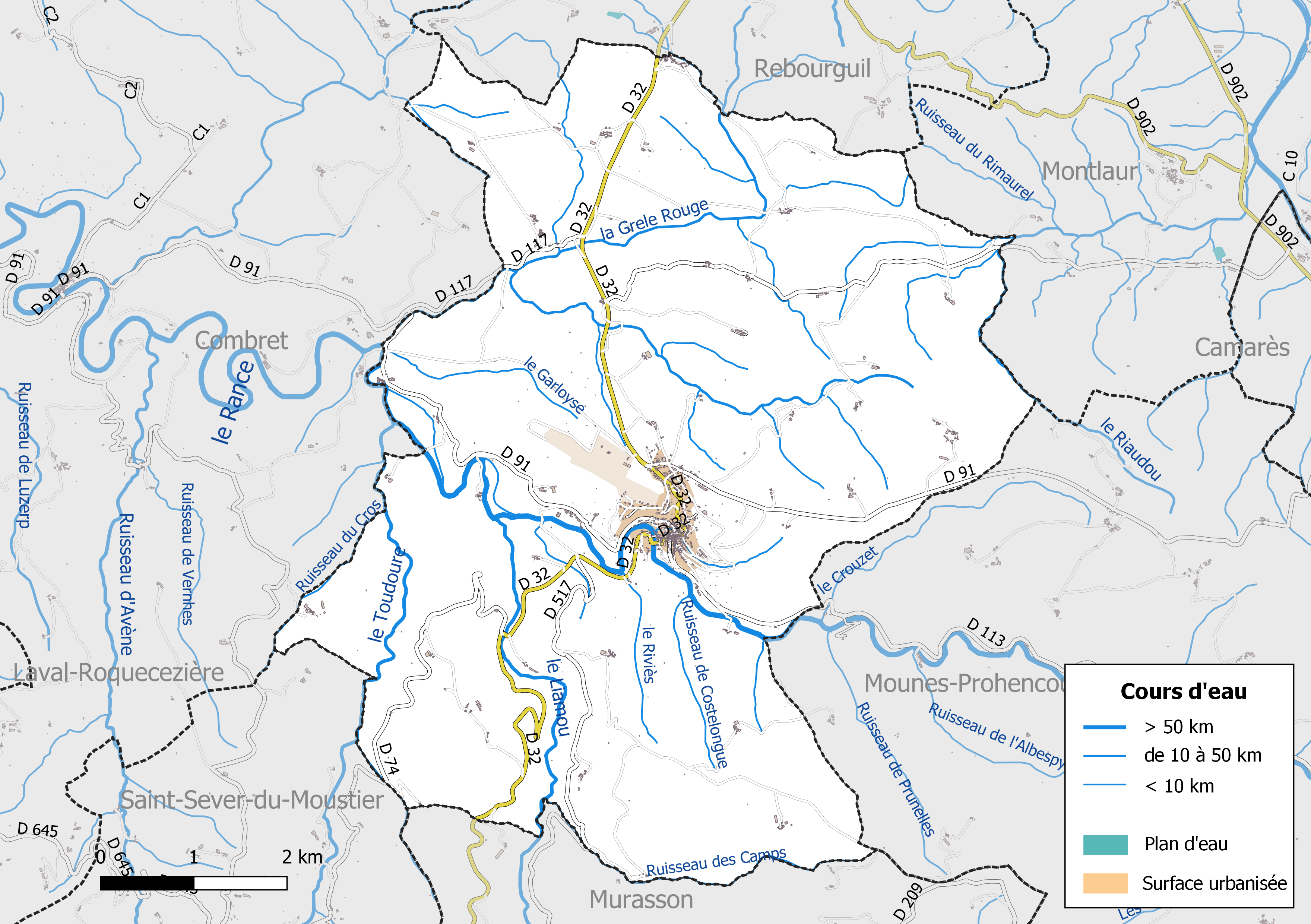
Réseaux hydrographique et routier de Belmont-sur-Rance.

La commune est drainée par le Rance, le Liamou, le Toudoure, la Grele du Peyssel, la Grele Rouge, le Riaudou, le Garloyse, le Riviès, le ruisseau de Costelongue, le ruisseau des Camps, le ruisseau des Landes, le ruisseau du Cros et par divers petits cours d'eau.
Le Rance, d'une longueur totale de 63,5 km, prend sa source dans la commune de Murasson et se jette  dans le Tarn à La Bastide-Solages, après avoir arrosé 12 communes.
Le Liamou, d'une longueur totale de 16,2 km, prend sa source dans la commune de Mounes-Prohencoux et se jette  dans le Rance  à Belmont-sur-Rance, après avoir arrosé 3 communes.
Le Toudoure, d'une longueur totale de 13,6 km, prend sa source dans la commune de Lacaune (81) et se jette  dans le Rance à Combret, après avoir arrosé 5 communes.

### Climat
Pour des articles plus généraux, voir Climat de l'Occitanie et Climat de l'Aveyron.
En 2010, le climat de la commune est de type climat océanique altéré, selon une étude s'appuyant sur une série de données couvrant la période 1971-2000. En 2020, Météo-France publie une typologie des climats de la France métropolitaine dans laquelle la commune est exposée à un climat de montagne et est dans la région climatique Sud-est du Massif Central, caractérisée par une pluviométrie annuelle de 1 000 à 1 500 mm, minimale en été, maximale en automne.
Pour la période 1971-2000, la température annuelle moyenne est de 11,4 °C, avec une amplitude thermique annuelle de 15,7 °C. Le cumul annuel moyen de précipitations est de 1 101 mm, avec 11,4 jours de précipitations en janvier et 5,7 jours en juillet. Pour la période 1991-2020, la température moyenne annuelle observée sur la station météorologique la plus proche, située sur la commune de Montlaur à 9 km à vol d'oiseau, est de 12,5 °C et le cumul annuel moyen de précipitations est de 705,4 mm,. Pour l'avenir, les paramètres climatiques de la commune estimés pour 2050 selon différents scénarios d'émission de gaz à effet de serre sont consultables sur un site dédié publié par Météo-France en novembre 2022.

### Milieux naturels et biodiversité

#### Espaces protégés
La protection réglementaire est le mode d’intervention le plus fort pour préserver des espaces naturels remarquables et leur biodiversité associée.
Dans ce cadre, la commune fait partie d'un espace protégé, le Parc naturel régional des Grands Causses, créé en 1995 et d'une superficie de 327 937 ha. Ce territoire rural habité, reconnu au niveau national pour sa forte valeur patrimoniale et paysagère, s’organise autour d’un projet concerté de développement durable, fondé sur la protection et la valorisation de son patrimoine,.

#### Zones naturelles d'intérêt écologique, faunistique et floristique
L’inventaire des zones naturelles d'intérêt écologique, faunistique et floristique (ZNIEFF) a pour objectif de réaliser une couverture des zones les plus intéressantes sur le plan écologique, essentiellement dans la perspective d’améliorer la connaissance du patrimoine naturel national et de fournir aux différents décideurs un outil d’aide à la prise en compte de l’environnement dans l’aménagement du territoire.
Le territoire communal de Belmont-sur-Rance comprend une ZNIEFF de type 1, : 
les « rougiers de Verrières » (1 437 ha)
et deux ZNIEFF de type 2, :
- le « rougier de Camarès » (56 714 ha), qui s'étend sur 33 communes dont 32 dans l'Aveyron et une dans l'Hérault[21];
- la « vallée du Rance » (2 781 ha), qui s'étend sur 12 communes dont 11 dans l'Aveyron et une dans le Tarn[22].

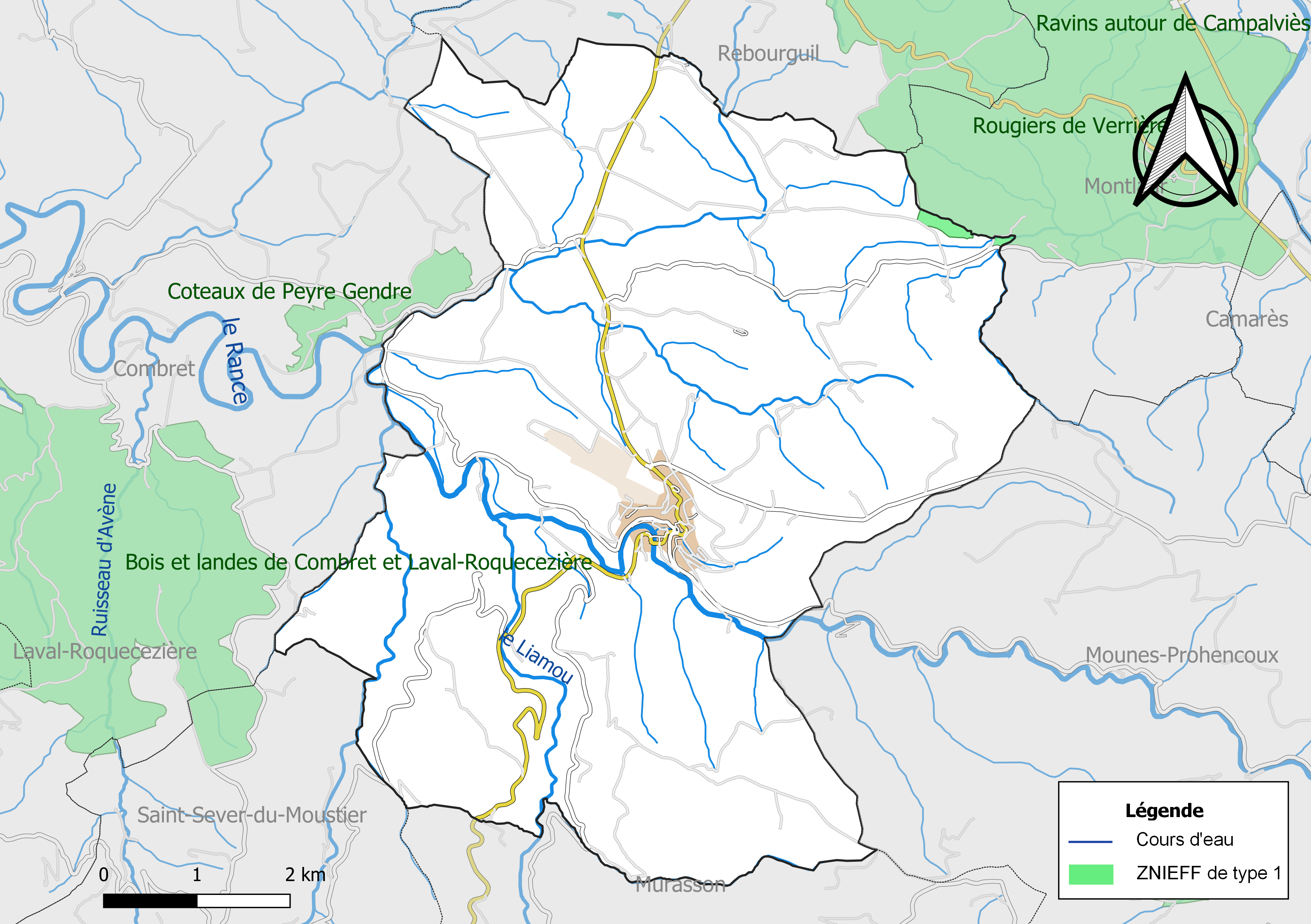
Carte de la ZNIEFF de type 1 de la commune.
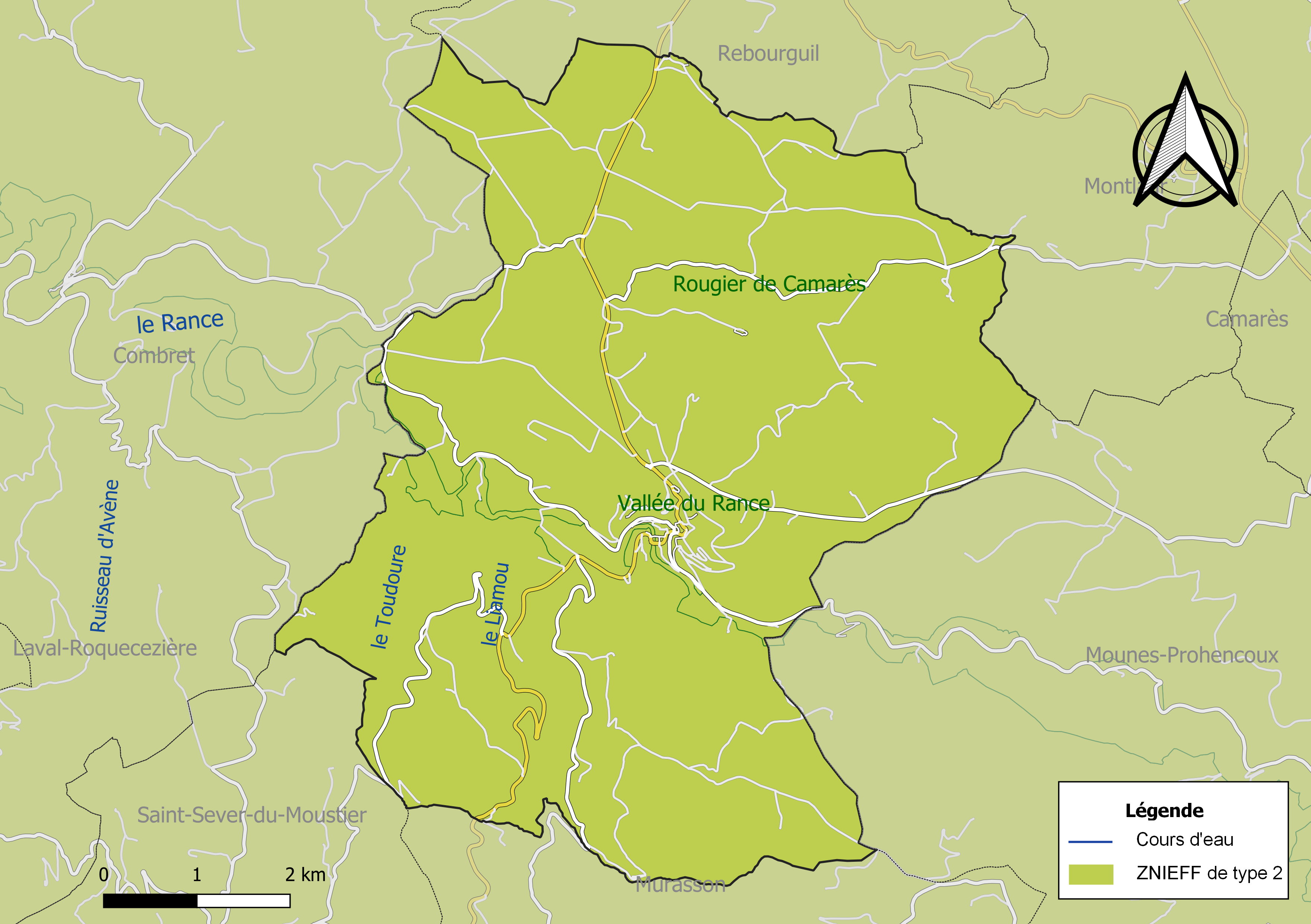
La commune est entièrement intégrée dans les deux ZNIEFF de type 2.

## Urbanisme

### Typologie
Au 1er janvier 2024, Belmont-sur-Rance est catégorisée commune rurale à habitat dispersé, selon la nouvelle grille communale de densité à 7 niveaux définie par l'Insee en 2022.
Elle est située hors unité urbaine et hors attraction des villes,.

### Occupation des sols

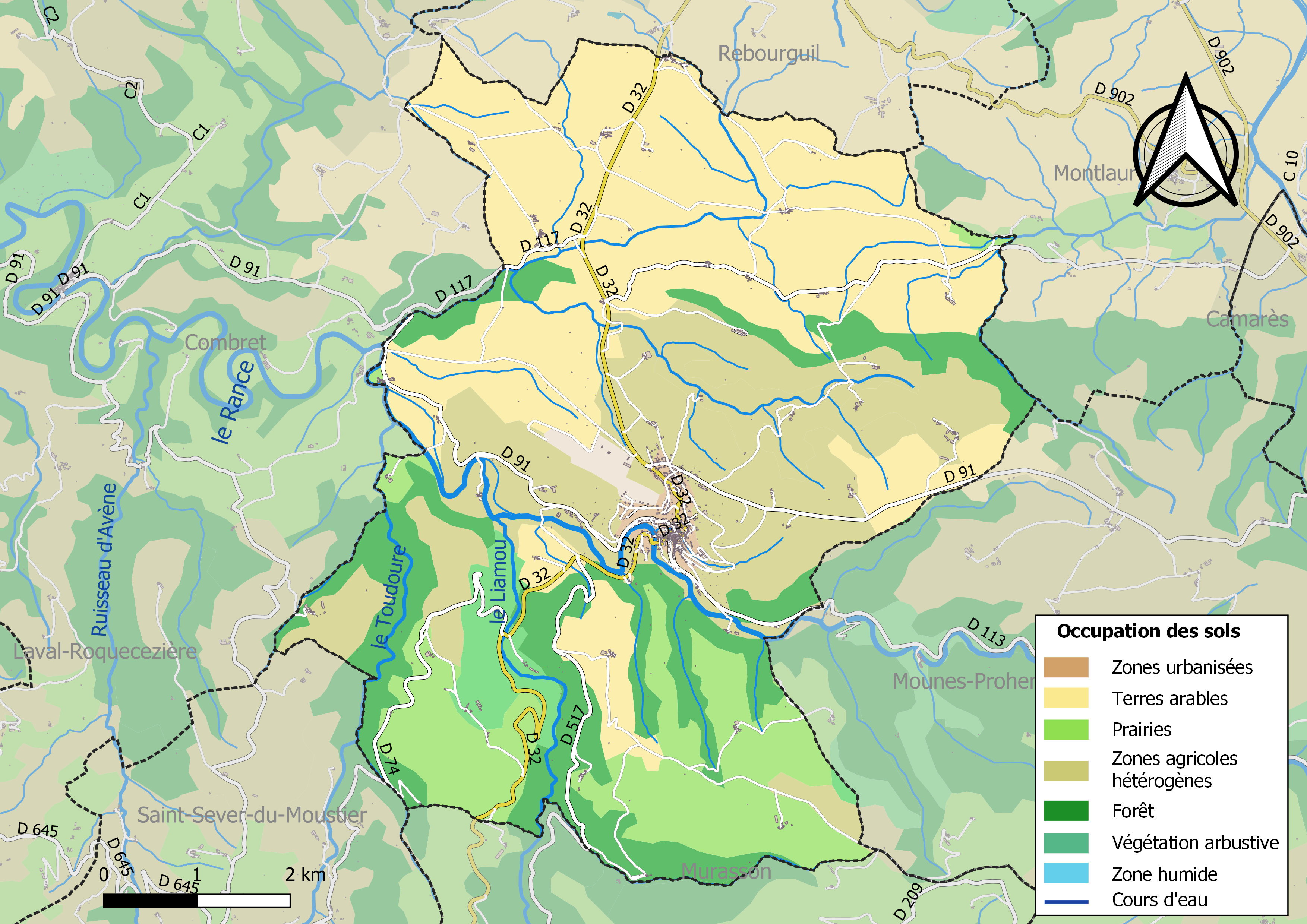
Infrastructures et occupation des sols de la commune de Belmont-sur-Rance.

L'occupation des sols de la commune, telle qu'elle ressort de la base de données européenne d’occupation biophysique des sols Corine Land Cover (CLC), est marquée par l'importance des territoires agricoles (77,5 % en 2018), en augmentation par rapport à 1990 (75,6 %). La répartition détaillée en 2018 est la suivante : 
terres arables (38,6 %), zones agricoles hétérogènes (23,5 %), forêts (17,7 %), prairies (15,4 %), milieux à végétation arbustive et/ou herbacée (2,6 %), zones urbanisées (1,4 %), espaces verts artificialisés, non agricoles (0,8 %).

### Planification
La loi SRU du 13 décembre 2000 a incité fortement les communes à se regrouper au sein d’un établissement public, pour déterminer les partis d’aménagement de l’espace au sein d’un SCoT, un document essentiel d’orientation stratégique des politiques publiques à une grande échelle. La commune est dans le territoire du SCoT du Parc naturel régional des Grands Causses, approuvé le vendredi 7 juillet 2017 par le comité syndical et mis à l’enquête publique en décembre 2019. La structure porteuse est le Pôle d'équilibre territorial et rural du PNR des Grands Causses, qui associe huit communautés de communes, notamment la communauté de communes Monts, Rance et Rougier, dont la commune est membre.
La commune disposait en 2017 d'une carte communale approuvée et un plan local d'urbanisme était en élaboration.

### Risques majeurs
Le territoire de la commune de Belmont-sur-Rance est vulnérable à différents aléas naturels : inondations, climatiques (hiver exceptionnel ou canicule), feux de forêts et séisme (sismicité très faible).
Il est également exposé à deux risques particuliers, les risques radon et minier,.

#### Risques naturels

Zones inondables de la commune de Belmont-sur-Rance.

Certaines parties du territoire communal sont susceptibles d’être affectées par le risque d’inondation par débordement du Rance et de ses affluents (le Liamou, le Toudoure et la Grêle Rouge). Les dernières grandes crues historiques, ayant touché plusieurs parties du département, remontent aux 3 et 4 décembre 2003 (dans les bassins du Lot, de l'Aveyron, du Viaur et du Tarn) et au 28 novembre 2014 (bassins de la Sorgues et du Dourdou). Ce risque est pris en compte dans l'aménagement du territoire de la commune par le biais du Plan de prévention du risque inondation (PPRI) du bassin du « Rance », approuvé le 9 octobre 2015.
Le Plan départemental de protection des forêts contre les incendies découpe le département de l’Aveyron en sept « bassins de risque » et définit une sensibilité des communes à l’aléa feux de forêt (de faible à très forte). La commune est classée en sensibilité forte.

#### Risques particuliers
La commune est concernée par le risque minier, principalement lié à l’évolution des cavités souterraines laissées à l’abandon et sans entretien après l’exploitation des mines.
Dans plusieurs parties du territoire national, le radon, accumulé dans certains logements ou autres locaux, peut constituer une source significative d’exposition de la population aux rayonnements ionisants. Toutes les communes du département sont concernées par le risque radon à un niveau plus ou moins élevé. La commune de Belmont-sur-Rance est classée à risque moyen à élevé.

## Histoire

### Préhistoire
La présence humaine est attestée par des statues-menhirs préhistoriques découvertes au XIXe siècle dans la région. C'est le cas, par exemple, de la statue masculine de Mas de Montet, qui est malheureusement dénuée de tout contexte archéologique et donc dont on ne peut tirer de datation précise. Elle bénéficie tout de même d'une protection MH.

### Moyen Âge
Belmont apparaît dans l'histoire avec la fondation de l' abbaye de Belmont-sur-Rance de l'ordre bénédictin au IXe siècle. Au Xe siècle, le patron de l'abbaye était la maison Trencavel. Deux actes de donation, en 1147 et 1185, rappellent cette concession du Xe siècle. Ce patronage a permis à cette famille de contrôler le sud-ouest du Rouergue grâce aux serments de fidélité qui leur sont donnés pour de nombreux châteaux. L'abbaye Notre-Dame de Belmont-sur-Rance est alors considérée comme le sanctuaire dynastique de la famille Trencavel. En juillet 1185, le vicomte et sa femme font une donation en sa faveur
À la demande de Raimond Trencavel, le pape Eugène III accepte la fondation d'une collégiale de chanoines de l'ordre de Saint-Augustin en 1146.

### Époque moderne
S’établit ensuite sur le même lieu un collège de chanoines qui obéissaient à la règle de saint Augustin. À la tête de ce collège, un prévôt gérait les affaires religieuses et les affaires du bourg constitué autour du monastère.
L’un de ces prévôts,⁰ Michel de Pontault, qui portait le titre de protonotaire du Saint-Siège, prend la responsabilité de faire reconstruire la collégiale entre 1515 et 1524, pour le prix de 1 000 livres par le maître maçon d'Albi, Pierre Balanguier. Cette reconstruction a dû être rendue nécessaire par le développement de la ville et l’augmentation de la population. La période de prospérité que connaissait la région, et Beaumont-en-Rouergue (comme on l’appelait alors), grâce à ses relations avec le Languedoc et l’Albigeois, a permis de financer cette réalisation.

### Époque contemporaine
Puis vient une période de déclin qui a duré jusqu'en 1816, date à laquelle la ville retrouve son rayonnement grâce à l’établissement d’un Petit-Séminaire.
Belmont était aussi au printemps un lieu de foire où se vendent des milliers d'ovins qui allaient prendre leur pâturage d'été sur les Causses et des quintaux de laine.
Belmont a pris le nom de Belmont-sur-Rance en 1919.

## Politique et administration

### Découpage territorial
La commune de Belmont-sur-Rance est membre de la communauté de communes Monts, Rance et Rougier, un établissement public de coopération intercommunale (EPCI) à fiscalité propre créé le 1er janvier 2017 dont le siège est à Belmont-sur-Rance. Ce dernier est par ailleurs membre d'autres groupements intercommunaux.
Sur le plan administratif, elle est rattachée à l'arrondissement de Millau, au département de l'Aveyron et à la région Occitanie. Sur le plan électoral, elle dépend du  canton des Causses-Rougiers pour l'élection des conseillers départementaux, depuis le redécoupage cantonal de 2014 entré en vigueur en 2015, et de la troisième circonscription de l'Aveyron  pour les élections législatives, depuis le dernier découpage électoral de 2010.

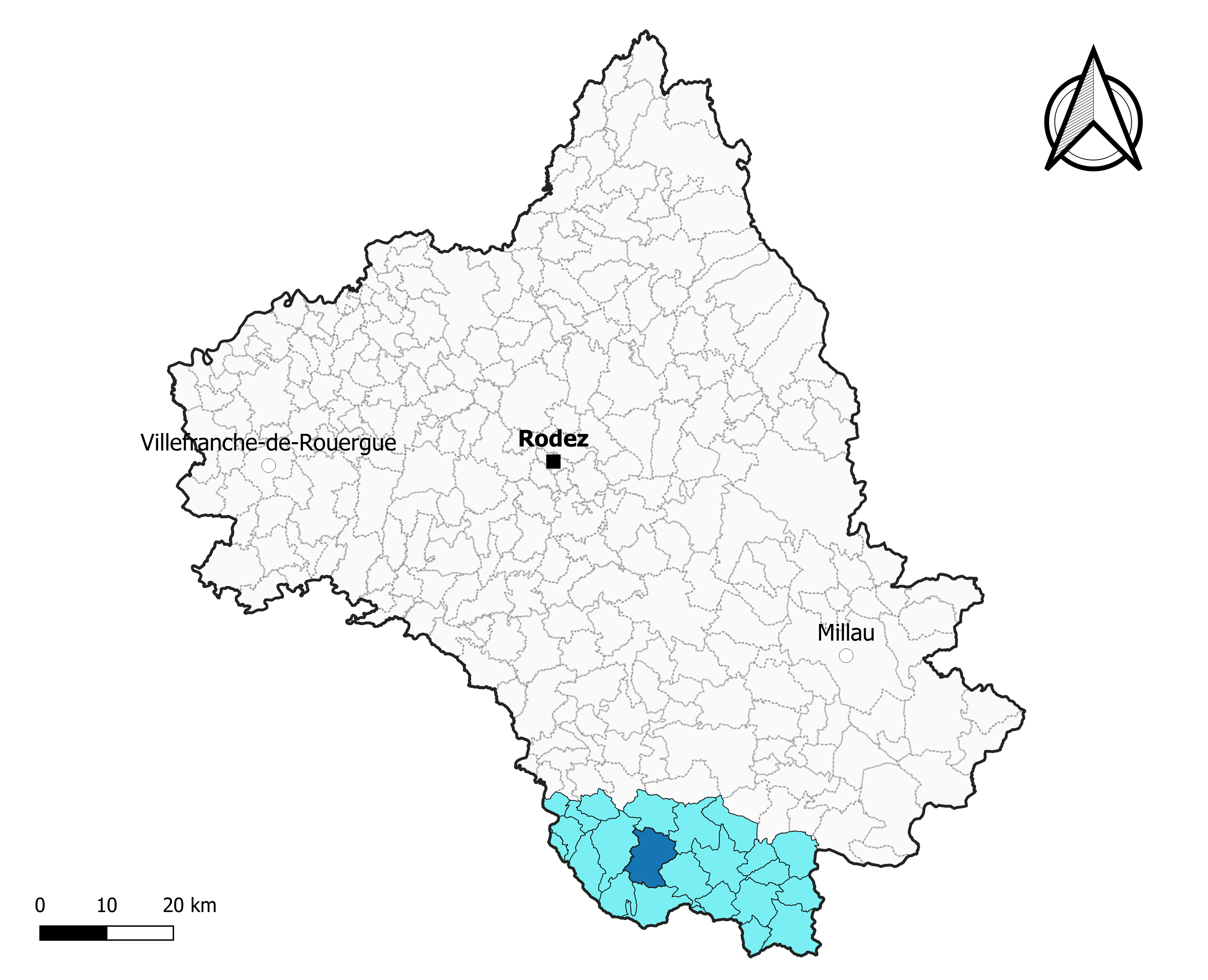
Belmont-sur-Rance dans l'intercommunalité en 2020.
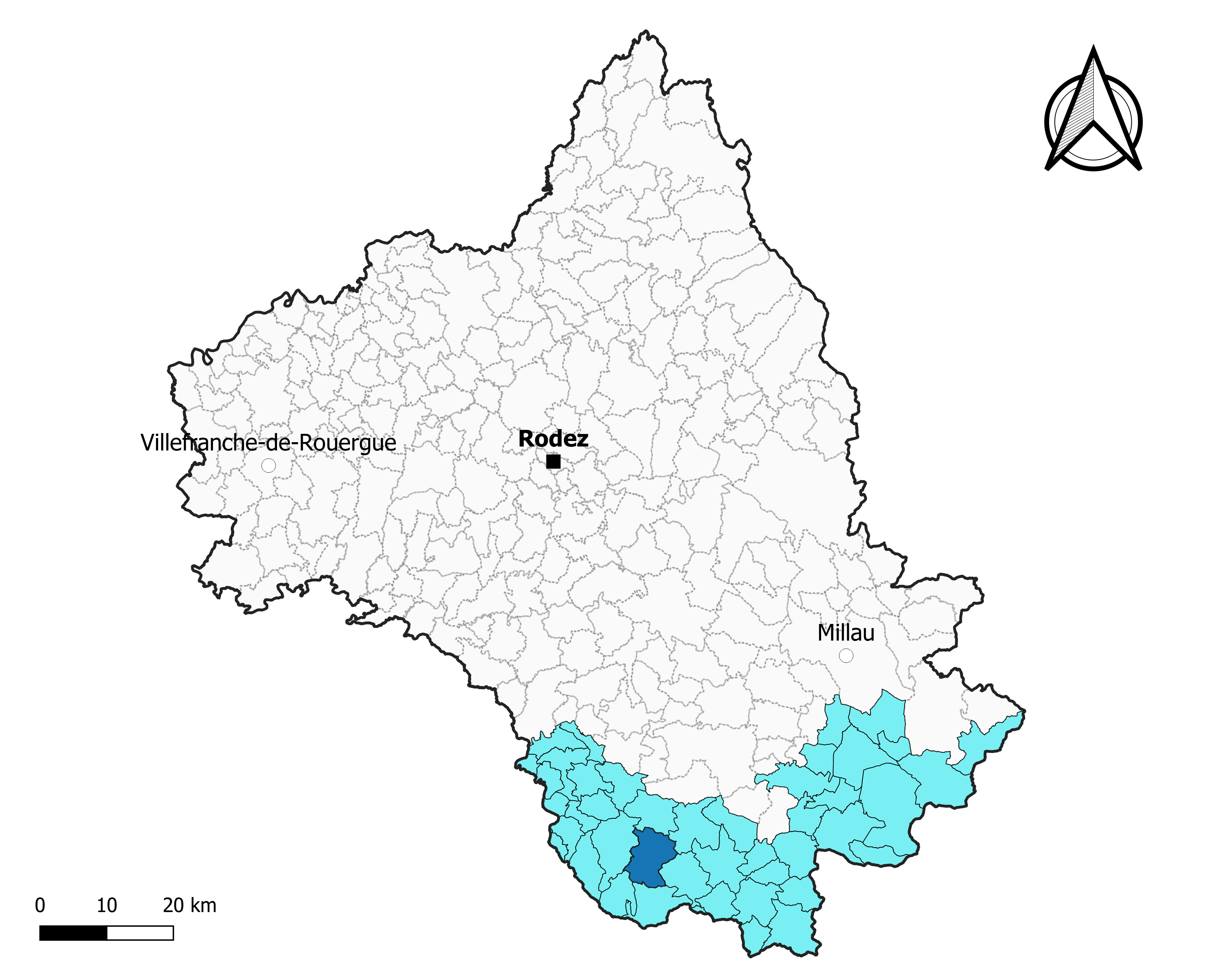
Belmont-sur-Rance dans le canton des Causses-Rougiers en 2020.
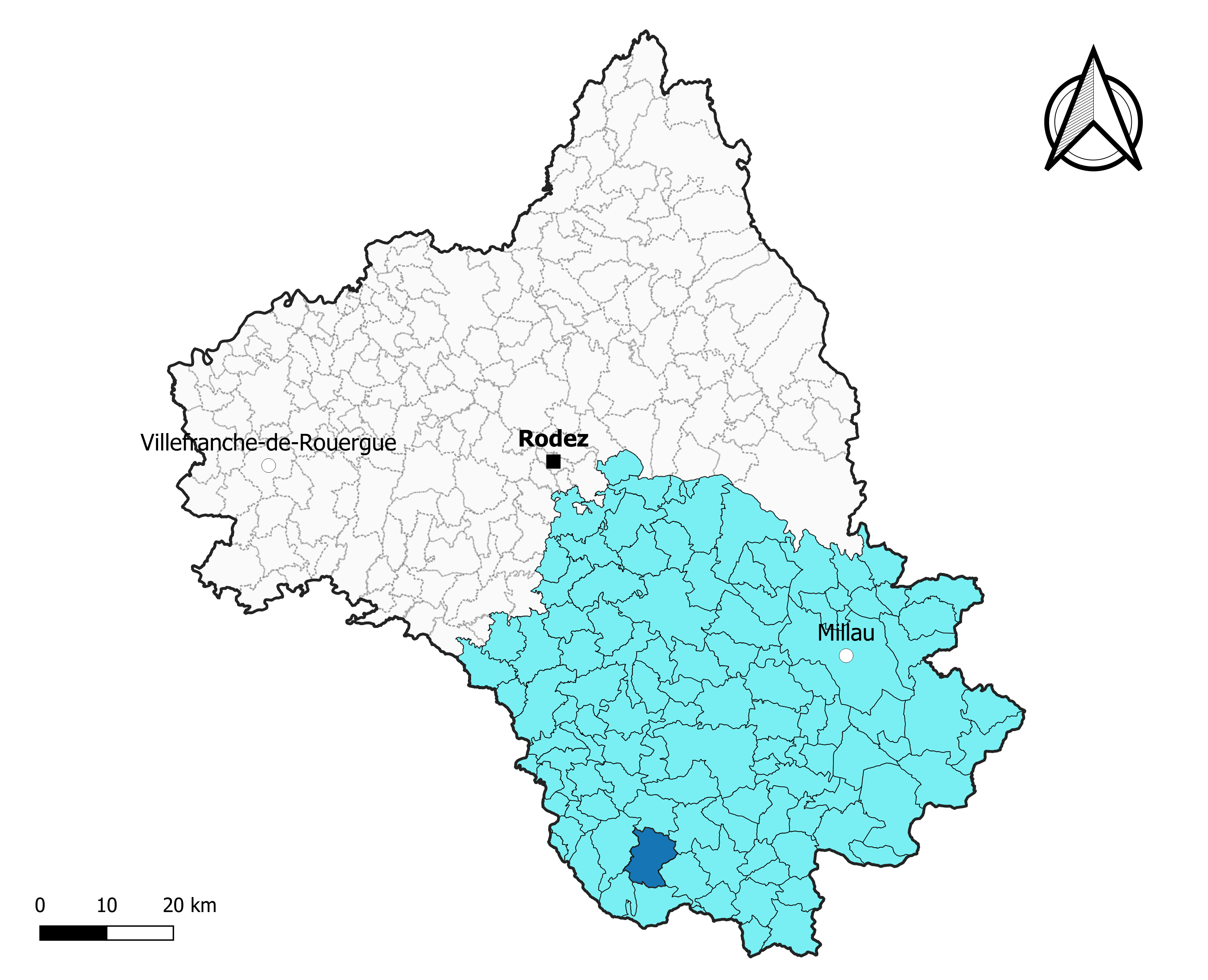
Belmont-sur-Rance dans l'arrondissement de Millau en 2020.

### Élections municipales et communautaires

#### Élections de 2020
Le conseil municipal de Belmont-sur-Rance, commune de moins de 1 000 habitants, est élu au scrutin majoritaire plurinominal à deux tours avec candidatures isolées ou groupées et possibilité de panachage. Compte tenu de la population communale, le nombre de sièges à pourvoir lors des élections municipales de 2020 est de 15. La totalité des quinze candidats en lice est élue dès le premier tour, le 15 mars 2020, avec un taux de participation de 63,35 %.
Monique Alies, maire sortante, est réélue pour un nouveau mandat le 26 mai 2020.
Dans les communes de moins de 1 000 habitants, les conseillers communautaires sont désignés parmi les conseillers municipaux élus en suivant l’ordre du tableau (maire, adjoints puis conseillers municipaux) et dans la limite du nombre de sièges attribués à la commune au sein du conseil communautaire. Six sièges sont attribués à la commune au sein de la communauté de communes Monts, Rance et Rougier.

#### Liste des maires
| Période                                  | Période   | Identité       | Étiquette | Qualité |
| ---------------------------------------- | --------- | -------------- | --------- | --- |
| mars 1965                                | mars 2001 | Albert Aliès   | DVD       | Ecclésiastique, conseiller général |
| mars 2001                                | En cours  | Monique Aliès, | DVD       | Intermédiaire de la santé et du travail social Ancienne conseillère générale, Présidente de la Communauté de communes Suppléante du sénateur Jean-Claude Anglars |
| Les données manquantes sont à compléter. |           |                |           | |

Le parc naturel régional des Grands Causses collabore à l'administration de cette commune en ce qui concerne l'environnement naturel.

## Population et société

### Démographie
L'évolution du nombre d'habitants est connue à travers les recensements de la population effectués dans la commune depuis 1793. Pour les communes de moins de 10 000 habitants, une enquête de recensement portant sur toute la population est réalisée tous les cinq ans, les populations de référence des années intermédiaires étant quant à elles estimées par interpolation ou extrapolation. Pour la commune, le premier recensement exhaustif entrant dans le cadre du nouveau dispositif a été réalisé en 2007.

En 2022, la commune comptait 990 habitants, en stagnation par rapport à 2016 (Aveyron : +0,37 %, France hors Mayotte : +2,11 %).
| 1793  | 1800  | 1806  | 1821  | 1831  | 1836  | 1841  | 1846  | 1851  |
| ----- | ----- | ----- | ----- | ----- | ----- | ----- | ----- | ----- |
| 1 450 | 1 561 | 3 414 | 2 223 | 2 151 | 1 517 | 1 546 | 1 479 | 1 637 |

| 1856  | 1861  | 1866  | 1872  | 1876  | 1881  | 1886  | 1891  | 1896  |
| ----- | ----- | ----- | ----- | ----- | ----- | ----- | ----- | ----- |
| 1 693 | 1 788 | 1 915 | 1 706 | 1 745 | 1 522 | 1 642 | 1 540 | 1 502 |

| 1901  | 1906  | 1911  | 1921  | 1926  | 1931  | 1936  | 1946  | 1954 |
| ----- | ----- | ----- | ----- | ----- | ----- | ----- | ----- | ---- |
| 1 381 | 1 354 | 1 363 | 1 255 | 1 185 | 1 130 | 1 159 | 1 226 | 949  |

| 1962 | 1968 | 1975 | 1982 | 1990  | 1999  | 2006  | 2007  | 2012 |
| ---- | ---- | ---- | ---- | ----- | ----- | ----- | ----- | ---- |
| 922  | 877  | 794  | 883  | 1 021 | 1 006 | 1 012 | 1 012 | 976  |

| 2017 | 2022 | - | - | - | - | - | - | - |
| ---- | ---- | - | - | - | - | - | - | - |
| 976  | 990  | - | - | - | - | - | - | - |

### Équipements
- Un circuit de karting.
- L'aérodrome de Saint-Affrique - Belmont est établi sur le territoire de la commune.
- Le gymnase Albert Aliès, inauguré en 2006 par le ministre de la jeunesse et des sports Jean-François Lamour.
- Un Collège partenaire de l'ENTMIP (Environnement Numérique de Travail) depuis 2009[58]
- Une piscine.

## Économie

### Revenus
En 2018  (données Insee publiées en septembre 2021), la commune compte 394 ménages fiscaux, regroupant 826 personnes. La médiane du revenu disponible par unité de consommation est de 19 660 € (20 640 € dans le département).

### Emploi
| Division       | 2008  | 2013  | 2018  |
| -------------- | ----- | ----- | ----- |
| Commune        | 3,2 % | 4,3 % | 4,4 % |
| Département    | 5,4 % | 7,1 % | 7,1 % |
| France entière | 8,3 % | 10 %  | 10 %  |

En 2018, la population âgée de 15 à 64 ans s'élève à 596 personnes, parmi lesquelles on compte 72,3 % d'actifs (67,9 % ayant un emploi et 4,4 % de chômeurs) et 27,7 % d'inactifs,. Depuis 2008, le taux de chômage communal (au sens du recensement) des 15-64 ans est inférieur à celui de la France et du département.
La commune est hors attraction des villes,. Elle compte 558 emplois en 2018, contre 540 en 2013 et 506 en 2008. Le nombre d'actifs ayant un emploi résidant dans la commune est de 409, soit un indicateur de concentration d'emploi de 136,5 % et un taux d'activité parmi les 15 ans ou plus de 50,8 %.
Sur ces 409 actifs de 15 ans ou plus ayant un emploi, 279 travaillent dans la commune, soit 68 % des habitants. Pour se rendre au travail, 63,5 % des habitants utilisent un véhicule personnel ou de fonction à quatre roues, 2,5 % les transports en commun, 12,2 % s'y rendent en deux-roues, à vélo ou à pied et 21,8 % n'ont pas besoin de transport (travail au domicile).

### Activités hors agriculture

#### Secteurs d'activités
83 établissements sont implantés  à Belmont-sur-Rance au 31 décembre 2019. Le tableau ci-dessous en détaille le nombre par secteur d'activité et compare les ratios avec ceux du département,.
| Secteur d'activité                                                                                        | Commune | Commune | Département |
| Secteur d'activité                                                                                        | Nombre  | %       | %           |
| --- | ------- | ------- | ----------- |
| Ensemble                                                                                                  | 83      | 100 %   | (100 %)     |
| Industrie manufacturière, industries extractives et autres                                                | 14      | 16,9 %  | (17,7 %)    |
| Construction                                                                                              | 10      | 12 %    | (13 %)      |
| Commerce de gros et de détail, transports, hébergement et restauration                                    | 20      | 24,1 %  | (27,5 %)    |
| Information et communication                                                                              | 1       | 1,2 %   | (1,5 %)     |
| Activités financières et d'assurance                                                                      | 4       | 4,8 %   | (3,4 %)     |
| Activités immobilières                                                                                    | 3       | 3,6 %   | (4,2 %)     |
| Activités spécialisées, scientifiques et techniques et activités de services administratifs et de soutien | 9       | 10,8 %  | (12,4 %)    |
| Administration publique, enseignement, santé humaine et action sociale                                    | 16      | 19,3 %  | (12,7 %)    |
| Autres activités de services                                                                              | 6       | 7,2 %   | (7,8 %)     |

Le secteur du commerce de gros et de détail, des transports, de l'hébergement et de la restauration est prépondérant sur la commune puisqu'il représente 24,1 % du nombre total d'établissements de la commune (20 sur les 83 entreprises implantées  à Belmont-sur-Rance), contre 27,5 % au niveau départemental.

#### Entreprises
Les deux entreprises ayant leur siège social sur le territoire communal qui génèrent le plus de chiffre d'affaires en 2020 sont : 
- Cauquil Finances, activités des sociétés holding (286 k€)
- Le Seriguet, hébergement touristique et autre hébergement de courte durée (111 k€)

### Agriculture
La commune est dans les Monts de Lacaune, une petite région agricole occupant le sud du département de l'Aveyron. En 2020, l'orientation technico-économique de l'agriculture  sur la commune est l'élevage d'équidés et/ou d' autres herbivores.
|               | 1988  | 2000 | 2010 | 2020 |
| ------------- | ----- | ---- | ---- | ---- |
| Exploitations | 55    | 40   | 42   | 36   |
| SAU (ha)      | 3 077 | 3047 | 3041 | 2878 |

Le nombre d'exploitations agricoles en activité et ayant leur siège dans la commune est passé de 55 lors du recensement agricole de 1988  à 40 en 2000 puis à 42 en 2010 et enfin à 36 en 2020, soit une baisse de 35 % en 32 ans. Le même mouvement est observé à l'échelle du département qui a perdu pendant cette période 51 % de ses exploitations,. La surface agricole utilisée sur la commune a également diminué, passant de 3 077 ha en 1988 à 2 878 ha en 2020. Parallèlement la surface agricole utilisée moyenne par exploitation a augmenté, passant de 56 à 80 ha.

## Culture locale et patrimoine

### Lieux et monuments
- Statue-menhir de Belmont et statue-menhir de Saint-Julien : deux statues-menhirs du groupe rouergat.
- Collégiale Notre-Dame-de-l'Assomption, ancienne abbatiale du XVIe siècle  Classé MH (1929)[64].
- Église Notre-Dame-de-l'Immaculée-Conception de Buffières.

### Personnalités liées à la commune
- Abbé Aimé Vayssier (1821̟-1874), supérieur de 1864 à 1874 du petit-séminaire de Belmont et auteur d'un dictionnaire patois-français.

### Héraldique
| Blason de Belmont-sur-Rance | Blason  | D'azur au mur d'enceinte crénelé d'argent maçonné de sable, mouvant de la pointe et des flancs, ouvert du champ, sommé de deux tourelles aussi d'argent ouvertes et maçonnées aussi de sable, l'ouverture chargée d'une mitre d'or, ledit mur surmonté entre les deux tourelles d'une couronne de vicomte. |
| Blason de Belmont-sur-Rance | Détails | Le statut officiel du blason reste à déterminer. |
| Blason de Belmont-sur-Rance | Alias   | De gueules à un mont à six coupeaux d'or accompagné en chef de deux étoiles du même[réf. nécessaire]. |